# Neohydatothrips zebra
Neohydatothrips zebra är en insektsart som först beskrevs av Ian A. Hood 1940.  Neohydatothrips zebra ingår i släktet Neohydatothrips och familjen smaltripsar. Inga underarter finns listade i Catalogue of Life.